# 李陽焜
李 陽焜（り ようこん、イ・ヤンゴン、ベトナム語：Lý Dương Côn / 李陽焜、朝鮮語: 이양곤、生没年不詳）は、李朝大越の皇族。旌善李氏の祖。

## 生涯
第4代皇帝仁宗の養子。李陽煥（後の神宗）と帝位を争って敗れたため南宋に亡命した。建炎元年（1127年）末、靖康の変による混乱を避けるために高麗に移住、慶州に定着した。